# ماتيوز سيزيبانياك
ماتيوز سيزيبانياك (بالبولندية: Mateusz Szczepaniak)‏ هو لاعب كرة قدم بولندي في مركز الهجوم، ولد في 23 يناير 1991 في بلدة لوبن في بولندا. شارك مع منتخب بولندا تحت 17 سنة لكرة القدم ومنتخب بولندا تحت 19 سنة لكرة القدم ومنتخب بولندا تحت 20 سنة لكرة القدم. أما مع النوادي، فقد لعب مع بييلسكو بياوا وزاغويمبيه لوبين وميدز ليجنيكا ونادي كراكوفيا.

## وصلات خارجية
- ماتيوز سيزيبانياك على موقع قاعدة بيانات كرة القدم.إي يو (الإنجليزية)
- ماتيوز سيزيبانياك على موقع Soccerway.com (الإنجليزية)